# Kocsár Miklós
Kocsár Miklós (Debrecen, 1933. december 21. – Budapest, 2019. augusztus 29.) a Nemzet Művésze címmel kitüntetett, Kossuth-díjas és kétszeres Erkel Ferenc-díjas magyar zeneszerző, érdemes művész.

## Élete, munkássága
Örmény-magyar nemesi családból származik. Tehetségét látva fivére terelte a komolyzenei pályára. Testvére: Prof. Dr. Kocsár László Tibor, kutatóorvos.
Zenei tanulmányait szülővárosában kezdte, a Debreceni Konzervatóriumban Szabó Emil zongoratanítványa volt. Zeneszerzés tanulmányait 1954 és 1959 között Budapesten végezte a Liszt Ferenc Zeneművészeti Főiskolán, Farkas Ferenc irányításával.
Az 1960-as évek elején megnősült, felesége Herboly Ildikó karvezető-zenetanár, a Kodály-módszer jelentős képviselője volt. 1963-ban pár hónapig a Zeneműkiadó szerkesztője volt, majd még ugyanebben az évben a Madách Színház zenei vezetője és karmestere lett. 1972-ig dolgozott a színházban, ezt követően  a Bartók Béla Zeneművészeti Szakiskolában zeneszerzést tanított. Oktató munkája mellett 1974-től a Magyar Rádió népzenei rovatának vezetője, majd 1983-tól 1995-ig a Zenei Főosztály helyettes vezetője volt.
Kocsár Miklós életműve szorosan kötődik a költészethez, így fontos szerepet töltenek be a vokális művek, kórusművek, dalok, kantáták, oratóriumok, amelyeket többnyire magyar költők verseire írt (Weöres Sándor, Juhász Gyula, Nagy László, Csanádi Imre, Kányádi Sándor stb.), de komponált kantátákat, misét, oratóriumot, zenekari darabokat, versenyműveket, hangszeres szólódarabokat és dalokat is. Zeneszerzői munkássága a kamarazenéből és elsősorban a fúvós zenéből indult ki. Már fiatalon megfigyelhető műveiben a tonális zenétől való bizonyos fokú elszakadás  és ezzel együtt a szigorú formai arányokhoz való ragaszkodás. Kompozícióira a gondos kidolgozottság, a mívesség jellemző.

## Díjai
- Erkel Ferenc-díj (1973, 1980)
- Érdemes művész (1987)
- Bartók–Pásztory-díj (1992)
- Magyar Művészetért díj (1999)
- Kossuth-díj (2000)
- KÓTA-díj (2004)
- Kölcsey-emlékplakett (2005)
- A Magyar Érdemrend középkeresztje (2014)[3]
- A Nemzet Művésze (2014)

## Főbb művei
- Népdalszvit szólóhangszerre (1954)
- József Attila-dalok (1955)
- Capriccio – fuvolára (1956)
- Két Radnóti-dal (1956)
- Három gyermekkar (1956)
- Kürtverseny (1957)
- Vonósnégyes (1960)
- Sonata per violino solo (1961)
- Repliche No. 1 (1971) kamaramű, No. 2 (1976) kamaramű, No. 3 (1981) szólóhangszerre
- Három dal Petőfi Sándor verseire (1973)
- Tűzciterák (1973) kórusmű
- Gyermekkarok I. II. III. (1974) IV. (1983)
- Kassák-dalok (1976)
- Változatok zenekarra (1977)
- Cat and dog (1978) kórusmű
- Metamorphoses (1979) zenekari mű
- Csodafiú-szarvas (1979) kórusmű
- Hét változat mélyhegedűre (1983)
- Elégia – fagottra (vagy gordonkára) és kamarazenekarra (1985)
- Mégis mondom, Damion! (1985) kórusmű
- Suite per chitara (1986)
- Karácsonyi pásztorjárás 1989 vokális zene
- Missa in A (1991) kórusmű
- Hegyet hágék (1992) kórusmű
- 7 sonate – „Hommage a Scarlatti” (1993) szólóhangszerre
- Ballata sinfonica (1994) zenekari mű
- Gordonkaverseny (1994)
- Dalok Kányádi Sándor versekre (1994)
- Ballada cimbalomra (1995)
- Sinfoniette per archi (1996) zenekari mű
- Magnificat – kórusra és kamarazenekarra, illetve kórusra és orgonára (1996)
- Hang-portrék zongorára (1996)
- Concertino per due fluti, cembalo e archi (1999) zenekari mű
- Szent Márton püspök dicsérete (2001) oratórium
- Magyar táncok No.1. – a sepsiszentgyörgyi kéziratból (2004) kamaramű
- Magyar táncok No.2. – a Barkóczy-féle kéziratból (2004) kamaramű
- Ave maris stella – nőikar (2004)
- Öt Nagy László kórus – nőikar (2012)
- Virágok, veszélyek – vegyeskar (2012)
- Emlékképek a XX. század 50-es éveiből – zenekari mű (2016)

## Diszkográfia
- 2008  Álomi beszédem – Nyíregyházi Cantemus Kórus – CaPm020
- 2005  Cantate Domino, XX századi motetták – Nyíregyházi Cantemus Kórus – CaPm 018 – közreműködő
- Arany felhők – Kortárs magyar dalok  Hungaroton HCD 32017 – közreműködő
- 2003 Szent és profán – kortárs magyar kórusantológia  Hungaroton HCD 32195 – közreműködő
- 2002 Varga Zoltán: Born for Horn  Hungaroton HCD 32176 – közreműködő
- 2001 Kortárs magyar kórusművek  Hungaroton HCD 31956 – közreműködő
- 2000 Kocsár Miklós: Repliche   Hungaroton  H 319591997
- 1999  Jubilate Deo – Nyíregyházi Cantemus Kórus – CaPm009
- 1997 Kocsár Miklós Kórusművek  Hungaroton  HCD 31710
- 1999  Perényi Eszternek ajánlva   Hungaroton
- 1994  Misék/Masses – Nyíregyházi Cantemus Kórus – BRCD0035
- 1994  Concerto in memoriam ZH   Hungaroton  HCD 31188 – közreműködő
- Hangfelvételek a Magyar Rádió archívumában.